# Hincov potok
Der Hincov potok (deutsch Hinzen[see]bach, ungarisch Hincó[-tavi]-patak, polnisch Hińczowy Potok oder Ignacowy Potok) ist ein Bach in der Nordslowakei und einer der Quellflüsse des Poprad in der Landschaft Zips (slowakisch Spiš).
Die Quelle des Flusses ist der größte slowakische Bergsee, Veľké Hincovo pleso (deutsch Großer Hinzensee) im Hochgebirgskessel Hincova kotlina im Tal Mengusovská dolina in der Hohen Tatra. Im ersten Teil fließt der Hincov potok nach Südosten und nimmt die rechtsseitigen Bäche Malý Hincov potok vom See Malé Hincovo pleso sowie den Satanov potok aus dem Osthang des Bergs Satan sowie den linksseitigen Bach Žabí potok aus dem Tal Žabia dolina mengusovská auf. Danach wendet sich der Bach nach Süden, passiert westlich am Bergsee Popradské pleso vorbei und vereinigt sich auf einer Höhe von etwa 1300 m n.m. mit dessen Abfluss Krupá zum Poprad.
Der Name ist von der Lage im Kessel Hincova kotlina abgeleitet worden, für Etymologie siehe den Artikel Veľké Hincovo pleso. Nach älteren Quellen heißt der Teil vom Zusammenfluss mit dem Žabí potok bis zur Entstehung des Poprad Mengusovský potok (wörtlich Mengsdorfer Bach, polnisch Mięguszowiecki Potok).